# Děti z Bullerbynu
Děti z Bullerbynu (švédsky Barnen i Bullerbyn) je série knih pro děti, kterou mezi lety 1946 až 1966 napsala švédská spisovatelka Astrid Lindgrenová.
První knihou byla v roce 1946 Alla vi barn i Bullerbyn (Všechny děti v Bullerbynu), původně publikovaná o rok dříve jako seriál ve švédských novinách Vi. Následovaly knihy Mera om oss barn i Bullerbyn (Více o nás dětech v Bullerbynu) v roce 1949 a Bara roligt i Bullerbyn (Prostě zábava v Bullerbynu) v roce 1952. Knihy vyšly u nakladatelství Rabén & Sjögren a ilustrovala je Ingrid Vang Nyman. Dále byly ve stejném nakladatelství vydány tři obrázkové knížky Vánoce v Bullerbynu (1962), Jaro v Bullerbynu (1965) a Den dětí v Bullerbynu (1966) s ilustracemi od Ilon Wikland.

## Vznik knihy
Předobrazem Bullerbynu je osada Sevedstorp nedaleko městečka Vimmerby, rodiště otce spisovatelky. Tři blízko sebe stojící domy v Sevedstorpu se zachovaly dodnes. Nicméně popisované zážitky prožila Astrid Lindgrenová ve svém rodném domě v Näsu u Vimmerby. Zde vyrůstala s mladšími sestrami Stinou a Ingegerd a starším bratrem Gunarem. Tento čilý a podnikavý chlapec plný rozverných nápadů se stal předlohou Lasseho.

## Příběh
Kniha pojednává o skupině šesti dětí z osady Bullerbyn (ve švédštině „hlučná vesnice“). Osada sestává z pouhých tří domů, každý z nich obývá jedna rodina. Vypravěčkou je sedmiletá dívenka Lisa (na začátku knihy oslaví sedmé narozeniny), která má dva starší bratry jménem Lasse (9 let) a Bosse (8 let) a bydlí na statku jménem Mellangården. V druhé rodině, která bydlí na Norrgårdenu, mají dvě dcerky Annu (7 let) a Brittu (9 let), ve třetím domě, Sörgårdenu, mají syna Olleho (8 let) a malinkou Kerstin. Další postavy jsou rodiče dětí, děvečka Agda, čeledín Oskar, dědeček Britty a Anny, paní učitelka a další. Děti spolu zažívají různá dobrodružství a společně chodí do jednotřídky ve Storbynu.
Kniha představuje idealizovaný obraz bezstarostného dětství na švédském venkově.

## České vydání
Poprvé vyšla kniha roku 1962 v tehdejším Státním nakladatelství dětské knihy (pozdější nakladatelství Albatros), ve kterém vyšla již v mnoha reedicích.
V Československu a Česku vychází původní tři knihy souhrnně pod názvem Děti z Bullerbynu v překladu Břetislava Mencáka s ilustracemi Heleny Zmatlíkové.

### Seznam příběhů

#### První část
- Kolik je nás dětí v Bullerbynu
- S bratry je jenom trápení
- Moje nejkrásnější narozeniny
- Co se ještě stalo na mé narozeniny
- Když nám skončila škola
- Jednotíme řepu a dostaneme koťátka
- Jak Olle dostal psa
- Je prima mít zvíře, ale dědeček je taky dobrý
- Kluci nedokážou mít nějaké tajemství
- Nocujeme na seníku
- Jak jsme s Annou chtěly utéci
- Stavíme si domeček
- Vždyť jsem to říkala - kluci nedokážou mít nějaké tajemství
- Začíná nám zase škola
- Jak jsme se přestrojili
- Veliký nečas
- Brzy budou Vánoce

#### Druhá část
- Víc o nás dětech z Bullerbynu
- Jak slavíme v Bullerbynu Vánoce
- Sáňkujeme
- Čekáme na Nový rok
- Jedeme na hostinu k tetě Jenny
- Lasse spadne do jezera
- Jdeme do školy a děláme si legraci z paní učitelky
- Velikonoce v Bullerbynu
- Anna a já jdeme nakupovat
- Díváme se na hastrmana
- Olle dostane sestřičku
- Když prší
- Hledáme poklad
- Anna a já působíme lidem radost
- Dědečkovi je osmdesát let

#### Třetí část
- V Bullerbynu je stále veselo
- Dostanu jehňátko
- Pontus jde do školy
- Když jdeme domů ze školy
- Ollovi se viklá zub
- Anna a já nevíme samy, co děláme
- Skříňka mudrců
- Lasse loví zubry
- Když je v Bullerbynu svatojánský večer
- Třešňová společnost
- Anna a já budeme ošetřovatelkami dětí - možná
- Lovíme raky

## Zpracování díla

### Audioknihy
- Děti z Bullerbynu, 1995, vydal Sony, vypráví Markéta Štěchová a další herci z Dismanova rozhlasového dětského souboru, režie Karel Weinlich[1]
  - Kolik je nás dětí v Bullerbynu
  - S bratry je jenom trápení
  - Jak slavíme v Bullerbynu
  - Olle dostane sestřičku
  - Anna a já působíme lidem radost
  - Ollovi se viklá zub
  - Anna a já budeme ošetřovatelkami dětí
- Děti z Bullerbynu, 2015, vydal Albatros, vypráví Libuše Šafránková, režie Jan Jiráň, hudba Zdeněk Zdeněk[2]
  - Kolik je nás dětí v Bullerbynu
  - Jednotíme řepu a dostaneme koťátka
  - Nocujeme na seníku
  - Skříňka mudrců
  - Lasse loví zubry
  - Moje nejkrásnější narozeniny
- Vánoce v Bullerbynu, 2015, vydal Albatros, vypráví Libuše Šafránková , režie Jan Jiráň , hudba Zdeněk Zdeněk[3]
  - Bullerbyn
  - Velký nečas
  - Brzy budou Vánoce
  - Jak slavíme v Bullerbynu Vánoce
  - Sáňkujeme
  - Čekáme na Nový rok
  - Lasse spadne do jezera
  - Jedeme na hostinu k tetě Jenny

### Filmové zpracování
Na motivy knih byl natočen film režiséra Olle Hellboma z roku 1960 a seriál a dva filmy Lasse Hallströma z roku 1986 a 1987.

### Divadelní zpracování
- Back to Bullerbyn; Divadlo Športniki , režie: Jakub Vašíček & kol., premiéra: 8. března 2011[4]
- Děti z Bullerbynu; Činoherák Ústí, režie: Filip Nuckolls, premiéra: 14. května  2016, poslední uvedení: červen 2019[5]